# Alkeny
Alkeny – organiczne związki chemiczne z grupy węglowodorów nienasyconych, w których występuje jedno podwójne wiązanie chemiczne między atomami węgla (C=C). Razem ze związkami, które posiadają dwa lub więcej wiązań podwójnych (polienami, takimi jak dieny, trieny itd.) oraz z analogami pierścieniowymi (cykloalkenami i cyklopolienami) tworzą grupę olefin. Mają więcej izomerów i są bardziej aktywne niż alkany. Wraz ze zwiększającą się długością łańcucha węglowego maleje ich reaktywność. Można je otrzymać z ropy naftowej, a w laboratorium w reakcji eliminacji fluorowca z halogenków alkilowych lub przez dehydratację alkoholi. Ich wzór ogólny to C
nH
2n.

## Nazewnictwo
Nazwy alkenów są tworzone z nazw odpowiednich alkanów. Z nazwy alkanu posiadającego ten sam szkielet węglowy usuwa się końcówkę -an i dodaje końcówkę -en, przed którą umieszcza się lokant, wskazujący przy którym atomie węgla występuje podwójne wiązanie. Na przykład:
heksan i heks-2-en
Lokant można pominąć, gdy jest on równy 1 (wtedy, gdy wiązanie podwójne występuje na początku szkieletu węglowego).
Nazewnictwo dienów i polienów jest tworzone analogicznie z odpowiednio większą liczbą lokantów i końcówką -dien, -trien, -tetraen itd. Na przykład:
buta-1,3-dien
W literaturze spotyka się też nazewnictwo, które różni się od nomenklatury IUPAC tym, że lokanty występują przed nazwą. Przykładowo:
2-heksen; 1,3-butadien.

## Izomeria
Alkeny o większej liczbie atomów węgla niż propen mogą istnieć w kilku formach izomerycznych na skutek rozgałęzienia łańcucha węglowego, zmiany umiejscowienia podwójnych wiązań chemicznych i występowaniu zjawiska izomerii geometrycznej. Eten i propen nie posiadają izomerów, a buten ma ich 4.

## Otrzymywanie
Alkeny otrzymuje się poprzez eliminację cząstki nieorganicznej z halogenopochodnych alkanów (dehydrohalogenacja) lub alkoholi (dehydratacja), w krakingu, bądź reakcji uwodornienia alkinów.
- Dehydratacja alkoholi. Reakcję prowadzi się w podwyższonej temperaturze w obecności katalizatora kwasowego, np. tlenku glinu lub kwasu siarkowego[3]. W przypadku, gdy możliwe jest powstawanie różnych izomerów, produktem głównym jest ten, w którym wiązanie wielokrotne występuje między atomami węgla uboższymi w wodór[3] (reguła Zajcewa, obowiązuje także dla dehydrohalogenacji)[4].
- Deaminacja amin (eliminacja Hofmanna), w wyniku której otrzymuje się alkeny o położeniu wiązania podwójnego przeciwnie do reguły Zajcewa[5].
- Dehydrohalogenacja halogenoalkanów w środowisku zasadowym w podwyższonej temperaturze, np. wobec zasady potasowej[6].
- Reakcja wicynalnych (tj. zawierających atomy halogenu w pozycjach sąsiednich) dihalogenoalkanów z cynkiem[7].
- Otrzymywanie na skalę przemysłową z wykorzystaniem metody krakowania wyższych alkanów[8].

W ropach naftowych występują w nieznacznych ilościach, toteż większość alkenów stosowanych w przemyśle pochodzi z przeróbki (krakingu niskociśnieniowego, tzw. olefinowego) różnych frakcji ropy, głównie benzyny ciężkiej.

## Charakterystyczne reakcje
Alkeny są trwałymi związkami, które jednak są bardziej reaktywne od alkanów.
Podlegają one m.in.: reakcjom polimeryzacji winylowej oraz reakcjom addycji np.: przyłączania gazowego chloru, chlorowodoru, wody.
Przykładowa reakcja addycji chloru do etenu:

## Alkeny o większej ilości wiązań podwójnych
Alkeny z dwoma podwójnymi wiązaniami to dieny. Alkeny z więcej niż dwoma wiązaniami podwójnymi (trieny, tetraeny itd.) są ogólnie nazywane polienami.
Dieny można podzielić na:
- alleny zwane też dienami skumulowanymi, w których wiązania podwójne sąsiadują ze sobą,
- dieny sprzężone, w których wiązania podwójne oddzielone są jednym wiązaniem pojedynczym,
- dieny z izolowanym układem wiązań podwójnych, w których występują co najmniej 2 wiązania pojedyncze pomiędzy wiązaniami podwójnymi.